# 福利普賢寺
福利普賢寺位於四川省樂山市峨眉山市普興鄉福利村二組，文物遺址年代判定為明。
1988年，普賢寺被峨眉山市人民政府公佈為市（縣）級文物保護單位：1998年，普賢寺被樂山市人民政府公佈為市級文物保護單位。2012年7月16日公佈為第八批四川省文物保護單位。
普賢寺大殿，建於南明永曆十年（1656），坐北向南，占地面積408平方公尺。木結構，單體，單簷，歇山式屋頂，小青瓦屋面，抬梁式粱架，簷下施七踩斗拱四攢，面闊四柱三間14.1公尺，進深14.1公尺，通高9.8公尺；素面台基高1公尺，垂帶踏道5級。
寶曇和尚祭祀石窟。明代，該石刻系用整塊青石鏤空刻成。坐北向南。呈半坡式，仿木結構，歇山頂，面闊四柱三間4公尺，進深23公尺，通高7公尺，瓦隴滴水均精刻，簷下雕刻斗拱7攢，屋頂岩石上鑿有排水槽。明間和兩次間內各刻有一座和尚紀念塔。塔上刻有雲彩、花卉；東次間塔上刻“歷代主持之塔”，明間塔上刻“開山寶曇禪師之塔”，西次間塔上刻“清淨海令之塔’。寶曇和尚：諱示應（1334-1392），吳興人。母朱氏，崇佛至深。幼年出家，明洪武初，奉詔來峨眉山，重建鐵瓦殿，井鑄普賢菩薩金像。留蜀十年，精研佛學，弘揚佛法，道化大行。整修峨眉城北普興場之普賢寺（今峨眉山市普興鄉福利村境內），該寺亦由此聲名大振。後召還，洪武二十五年（1392）於天界寺示寂，世壽58歲。朝廷以國師禮安葬。